# Tadeusz Arentowicz
Tadeusz Aleksander Arentowicz, ps. Szpak (ur. 19 września 1909 w Sierpcu, zm. 8 lipca 1941) – major pilot Polskich Sił Powietrznych w Wielkiej Brytanii.

## Życiorys
Absolwent Szkoły Podchorążych Lotnictwa w Dęblinie (VII promocja, 11 lokata). 15 sierpnia 1933 został mianowany podporucznikiem obserwatorem i przydzielony do 1 pułku lotniczego w Warszawie. Odbył w Grudziądzu kurs pilotażu i kurs pilotażu myśliwskiego. Był instruktorem w Wyższej Szkole Pilotażu, z którą został przeniesiony w marcu 1939 na lotnisko Ułęż pod Dęblinem. Na stopień porucznika został mianowany ze starszeństwem z 19 marca 1937 i 7. lokatą w korpusie oficerów lotnictwa, grupa liniowa. W 1939 pełnił służbę w Centrum Wyszkolenia Lotnictwa nr 1 w Dęblinie na stanowisku instruktora specjalnego Kierownictwa Wyszkolenia.
W kampanii wrześniowej brał udział jako pilot tzw. grupy dęblińskiej, a następnie z personelem CWL ewakuował się na lotnisko Wielick. Z lotniska rzutem kołowym ewakuował się do Rumunii. W porcie Constanza miał odebrać samoloty angielskie, których transport jednak nie dotarł do portu. Pozostał z grupą pilotów w Rumunii, a następnie przedostał się do Francji i dalej do Anglii. 
W Anglii otrzymał numer służbowy P-0251 i na początku 1941 po przeszkoleniu na sprzęcie brytyjskim został przydzielony do dywizjonu 303 na stanowisko dowódcy eskadry. Pełnił czasowo obowiązki dowódcy dywizjonu po śmierci kpt. Zdzisława Henneberga, a 3 lipca 1941 objął dowództwo dywizjonu. W dniu 8 lipca 1941 odbył lot bojowy na samolocie Supermarine Spitfire nr P 8502 jako górna osłona bombowców lecących z zadaniem zniszczenia linii kolejowej i dworca w Lille. Zaatakowany przez myśliwce wroga został zestrzelony i spadł do morza (piloci dywizjonu widzieli w rejonie Dunkierki spadający samolot dowódcy). Zostały podjęte poszukiwania przez samoloty Lysander, ale nie przyniosły rezultatu. Tadeusz Arentowicz zginął w morzu.

## Zwycięstwa powietrzne
Na liście Bajana figuruje na 418. pozycji z 1 uszkodzonym samolotem.

## Odznaczenia
- Krzyż Walecznych
- Medal Lotniczy
- Polowy Znak Pilota